# Tour de Colombie 2024
La 74e édition du Tour de Colombie a lieu du 14 au 23 juin 2024. La Vuelta a Colombia – Ministerio del Deporte 2024 (nom officiel) est une course à étapes inscrite au calendrier de l'UCI America Tour 2024.
Rodrigo Contreras (NU Colombia) domine l'épreuve.

## Équipes
| Équipes continentales (11)- Medellín-EPM - Panamá es Cultura y Valores - Petrolike - GW Erco Shimano - NU Colombia - Best PC - Canel's-Java - Team Sistecrédito - Team Saitel - Orgullo Paisa - Colombia Potencia de la Vida-Strongman Équipes amateurs (13)- Team Boyacá es Para Vivirla - Avinal-Alcaldía de Carmen de Viboral - EBSA Empresa de Energía Boyacá - Fundación Depormundo - Corplasticos - Indeportes Tolima es Pasión - Origenes Coffee - Alcaldía de Manizales-100% Huevos-Gobernación de Caldas - Fundecom-Calzado-Gocci - Alcaldía de Cota-4WD Rentacar - Néctar-Cundinamarca-Chía - Team Inderhuila-Amarillo de Manzanares - Alcaldía de Sogamoso-Mundial de Tornillos - FyF Team Équipe régionale et de club- Pío Rico Cycling Team |
| |

## Étapes
| Étape     | Date    | Villes étapes                 | type                        | Distance (km) | Vainqueur d'étape | Leader du classement général |
| --------- | ------- | ----------------------------- | --------------------------- | ------------- | ----------------- | ---------------------------- |
| Prologue  | 14 juin | Macanal – Macanal             | contre-la-montre individuel | 7,4           | Rodrigo Contreras | Rodrigo Contreras            |
| 1re étape | 15 juin | Guateque – Tunja              | étape vallonnée             | 151,4         | Adrián Bustamante | Rodrigo Contreras            |
| 2e étape  | 16 juin | Paipa – Tocancipá             | étape vallonnée             | 139,3         | Alejandro Osorio  | Rodrigo Contreras            |
| 3e étape  | 17 juin | Cota – Mariquita              | étape de moyenne montagne   | 168,6         | Alejandro Osorio  | Rodrigo Contreras            |
| 4e étape  | 18 juin | Mariquita                     | étape de montagne           | 116           | Wilson Peña       | Rodrigo Contreras            |
| 5e étape  | 19 juin | Manizales – Buga              | étape vallonnée             | 195,6         | Alejandro Osorio  | Rodrigo Contreras            |
| 6e étape  | 20 juin | Buga – Apía                   | étape de moyenne montagne   | 173,3         | Cristian Rico     | Rodrigo Contreras            |
| 7e étape  | 21 juin | Pereira – Riosucio            | étape de moyenne montagne   | 155,3         | Adrián Bustamante | Rodrigo Contreras            |
| 8e étape  | 22 juin | Supía – Alto de Minas         | étape de montagne           | 144,3         | Yesid Pira        | Rodrigo Contreras            |
| 9e étape  | 23 juin | Medellín – Alto de Las Palmas | contre-la-montre individuel | 17,3          | Rodrigo Contreras | Rodrigo Contreras            |

## Récit de la course

### Prologue
Rodrigo Contreras remporte le contre-la-montre inaugural et s'empare, du même coup, du maillot jaune de leader.
Classement du prologue
|      | Coureur           | Pays     | Équipe                                                   |    | Temps       |
| ---- | ----------------- | -------- | -------------------------------------------------------- | -- | ----------- |
| 1    | Rodrigo Contreras | Colombie | NU Colombia                                              | en | 15 min 50 s |
| 2    | Diego Camargo     | Colombie | Petrolike                                                | à  | 40 s        |
| 3    | Wilson Peña       | Colombie | Sistecrédito                                             | à  | 42 s        |
| 4    | Javier Jamaica    | Colombie | Medellín                                                 | à  | 55 s        |
| ...8 | Yesid Pira        | Colombie | Alcaldía de Manizales- 100% Huevos-Gobernación de Caldas | à  | 1 min 4 s   |

### 1reétape
Adrián Bustamante remporte l'étape tandis que Rodrigo Contreras conserve sa place de leader du classement général.
Classement de l'étape
|   | Coureur           | Pays     | Équipe          |    | Temps          |
| - | ----------------- | -------- | --------------- | -- | -------------- |
| 1 | Adrián Bustamante | Colombie | GW Erco Shimano | en | 4 h 1 min 48 s |
| 2 | Rodrigo Contreras | Colombie | NU Colombia     |    | m.t.           |
| 3 | Diego Camargo     | Colombie | Petrolike       |    | m.t.           |

Classement général
|      | Coureur           | Pays     | Équipe                                                   |    | Temps           |
| ---- | ----------------- | -------- | -------------------------------------------------------- | -- | --------------- |
| 1    | Rodrigo Contreras | Colombie | NU Colombia                                              | en | 4 h 17 min 32 s |
| 2    | Diego Camargo     | Colombie | Petrolike                                                | à  | 42 s            |
| 3    | Wilson Peña       | Colombie | Sistecrédito                                             | à  | 48 s            |
| ...5 | Javier Jamaica    | Colombie | Medellín                                                 | à  | 1 min 1 s       |
| ...8 | Yesid Pira        | Colombie | Alcaldía de Manizales- 100% Huevos-Gobernación de Caldas | à  | 1 min 10 s      |

### 2eétape
Alejandro Osorio gagne l'étape au sprint alors que Rodrigo Contreras est toujours le leader de l'épreuve.
Classement de l'étape
|   | Coureur           | Pays     | Équipe          |    | Temps           |
| - | ----------------- | -------- | --------------- | -- | --------------- |
| 1 | Alejandro Osorio  | Colombie | GW Erco Shimano | en | 3 h 16 min 47 s |
| 2 | Adrián Bustamante | Colombie | GW Erco Shimano |    | m.t.            |
| 3 | Jhonatan Chaves   | Colombie | NU Colombia     |    | m.t.            |
| 4 | Rodrigo Contreras | Colombie | NU Colombia     |    | m.t.            |

Classement général
|      | Coureur           | Pays     | Équipe                                                   |    | Temps           |
| ---- | ----------------- | -------- | -------------------------------------------------------- | -- | --------------- |
| 1    | Rodrigo Contreras | Colombie | NU Colombia                                              | en | 7 h 34 min 19 s |
| 2    | Diego Camargo     | Colombie | Petrolike                                                | à  | 42 s            |
| 3    | Adrián Bustamante | Colombie | GW Erco Shimano                                          | à  | 46 s            |
| 4    | Wilson Peña       | Colombie | Sistecrédito                                             | à  | 48 s            |
| 5    | Javier Jamaica    | Colombie | Medellín                                                 | à  | 1 min 1 s       |
| ...8 | Yesid Pira        | Colombie | Alcaldía de Manizales- 100% Huevos-Gobernación de Caldas | à  | 1 min 10 s      |

### 3eétape
Deuxième victoire en deux jours pour Alejandro Osorio, Rodrigo Contreras garde sa place au sommet du classement général.
Classement de l'étape
|       | Coureur          | Pays     | Équipe                                                   |    | Temps           |
| ----- | ---------------- | -------- | -------------------------------------------------------- | -- | --------------- |
| 1     | Alejandro Osorio | Colombie | GW Erco Shimano                                          | en | 3 h 46 min 22 s |
| 2     | Sergio Henao     | Colombie | NU Colombia                                              |    | m.t.            |
| 3     | Juan Tito Rendón | Colombie | Orgullo paisa                                            | à  | 3 s             |
| ...10 | Yesid Pira       | Colombie | Alcaldía de Manizales- 100% Huevos-Gobernación de Caldas | à  | 3 s             |

Classement général
|      | Coureur           | Pays     | Équipe                                                   |    | Temps            |
| ---- | ----------------- | -------- | -------------------------------------------------------- | -- | ---------------- |
| 1    | Rodrigo Contreras | Colombie | NU Colombia                                              | en | 11 h 20 min 42 s |
| 2    | Diego Camargo     | Colombie | Petrolike                                                | à  | 44 s             |
| 3    | Adrián Bustamante | Colombie | GW Erco Shimano                                          | à  | 48 s             |
| 4    | Wilson Peña       | Colombie | Sistecrédito                                             | à  | 50 s             |
| 5    | Javier Jamaica    | Colombie | Medellín                                                 | à  | 1 min 3 s        |
| ...8 | Yesid Pira        | Colombie | Alcaldía de Manizales- 100% Huevos-Gobernación de Caldas | à  | 1 min 12 s       |

### 4eétape
Wilson Peña remporte l'étape pendant que Rodrigo Contreras conserve son maillot de leader de la course.
Classement de l'étape
|       | Coureur           | Pays     | Équipe                                                   |    | Temps          |
| ----- | ----------------- | -------- | -------------------------------------------------------- | -- | -------------- |
| 1     | Wilson Peña       | Colombie | Sistecrédito                                             | en | 4 h 2 min 22 s |
| 2     | Julián Cardona    | Colombie | Medellín                                                 |    | m.t.           |
| 3     | Rodrigo Contreras | Colombie | NU Colombia                                              |    | m.t.           |
| 4     | Diego Camargo     | Colombie | Petrolike                                                |    | m.t.           |
| ...6  | Javier Jamaica    | Colombie | Medellín                                                 | à  | 23 s           |
| ...17 | Yesid Pira        | Colombie | Alcaldía de Manizales- 100% Huevos-Gobernación de Caldas | à  | 2 min 47 s     |

Classement général
|       | Coureur           | Pays     | Équipe                                                   |    | Temps           |
| ----- | ----------------- | -------- | -------------------------------------------------------- | -- | --------------- |
| 1     | Rodrigo Contreras | Colombie | NU Colombia                                              | en | 15 h 23 min 0 s |
| 2     | Wilson Peña       | Colombie | Sistecrédito                                             | à  | 44 s            |
| 3     | Diego Camargo     | Colombie | Petrolike                                                | à  | 48 s            |
| ...6  | Javier Jamaica    | Colombie | Medellín                                                 | à  | 1 min 30 s      |
| ...13 | Yesid Pira        | Colombie | Alcaldía de Manizales- 100% Huevos-Gobernación de Caldas | à  | 4 min 3 s       |

### 5eétape
Alejandro Osorio gagne sa troisième victoire d'étape alors que Rodrigo Contreras conserve son rang au classement général.
Classement de l'étape
|      | Coureur               | Pays     | Équipe                                                   |    | Temps           |
| ---- | --------------------- | -------- | -------------------------------------------------------- | -- | --------------- |
| 1    | Alejandro Osorio      | Colombie | GW Erco Shimano                                          | en | 4 h 17 min 14 s |
| 2    | Juan Esteban Guerrero | Colombie | Avinal-Alcaldía de Carmen de Viboral                     |    | m.t.            |
| 3    | Johan Colón           | Colombie | Orgullo paisa                                            |    | m.t.            |
| ...6 | Yesid Pira            | Colombie | Alcaldía de Manizales- 100% Huevos-Gobernación de Caldas |    | m.t.            |

Classement général
|       | Coureur           | Pays     | Équipe                                                   |    | Temps            |
| ----- | ----------------- | -------- | -------------------------------------------------------- | -- | ---------------- |
| 1     | Rodrigo Contreras | Colombie | NU Colombia                                              | en | 19 h 40 min 13 s |
| 2     | Wilson Peña       | Colombie | Sistecrédito                                             | à  | 45 s             |
| 3     | Diego Camargo     | Colombie | Petrolike                                                | à  | 49 s             |
| ...6  | Javier Jamaica    | Colombie | Medellín                                                 | à  | 1 min 31 s       |
| ...13 | Yesid Pira        | Colombie | Alcaldía de Manizales- 100% Huevos-Gobernación de Caldas | à  | 4 min 4 s        |

### 6eétape
Cristian Rico remporte l'étape pendant que Rodrigo Contreras se maintient en tête du classement général.
Classement de l'étape
|      | Coureur           | Pays     | Équipe                                                   |    | Temps           |
| ---- | ----------------- | -------- | -------------------------------------------------------- | -- | --------------- |
| 1    | Cristian Rico     | Colombie | Petrolike                                                | en | 3 h 52 min 39 s |
| 2    | Yesid Pira        | Colombie | Alcaldía de Manizales- 100% Huevos-Gobernación de Caldas | à  | 5 s             |
| 3    | Adrián Bustamante | Colombie | GW Erco Shimano                                          | à  | 7 s             |
| 4    | Rodrigo Contreras | Colombie | NU Colombia                                              | à  | 10 s            |
| 5    | Wilson Peña       | Colombie | Sistecrédito                                             | à  | 19 s            |
| 6    | Diego Camargo     | Colombie | Petrolike                                                | à  | 24 s            |
| ...8 | Javier Jamaica    | Colombie | Medellín                                                 | à  | 31 s            |

Classement général
|      | Coureur           | Pays     | Équipe                                                   |    | Temps           |
| ---- | ----------------- | -------- | -------------------------------------------------------- | -- | --------------- |
| 1    | Rodrigo Contreras | Colombie | NU Colombia                                              | en | 23 h 33 min 2 s |
| 2    | Wilson Peña       | Colombie | Sistecrédito                                             | à  | 54 s            |
| 3    | Diego Camargo     | Colombie | Petrolike                                                | à  | 1 min 3 s       |
| ...5 | Javier Jamaica    | Colombie | Medellín                                                 | à  | 1 min 52 s      |
| ...9 | Yesid Pira        | Colombie | Alcaldía de Manizales- 100% Huevos-Gobernación de Caldas | à  | 3 min 53 s      |

### 7eétape
Adrián Bustamante gagne l'étape juste devant Rodrigo Contreras qui conserve la tête du classement général.
Classement de l'étape
|       | Coureur           | Pays     | Équipe                                                   |    | Temps           |
| ----- | ----------------- | -------- | -------------------------------------------------------- | -- | --------------- |
| 1     | Adrián Bustamante | Colombie | GW Erco Shimano                                          | en | 3 h 39 min 19 s |
| 2     | Rodrigo Contreras | Colombie | NU Colombia                                              | à  | 1 s             |
| 3     | Wilson Peña       | Colombie | Sistecrédito                                             | à  | 1 s             |
| 4     | Diego Camargo     | Colombie | Petrolike                                                | à  | 1 s             |
| ...6  | Yesid Pira        | Colombie | Alcaldía de Manizales- 100% Huevos-Gobernación de Caldas | à  | 4 s             |
| ...21 | Javier Jamaica    | Colombie | Medellín                                                 | à  | 35 s            |

Classement général
|      | Coureur           | Pays     | Équipe                                                   |    | Temps            |
| ---- | ----------------- | -------- | -------------------------------------------------------- | -- | ---------------- |
| 1    | Rodrigo Contreras | Colombie | NU Colombia                                              | en | 27 h 12 min 16 s |
| 2    | Wilson Peña       | Colombie | Sistecrédito                                             | à  | 56 s             |
| 3    | Diego Camargo     | Colombie | Petrolike                                                | à  | 1 min 9 s        |
| ...5 | Javier Jamaica    | Colombie | Medellín                                                 | à  | 2 min 31 s       |
| ...9 | Yesid Pira        | Colombie | Alcaldía de Manizales- 100% Huevos-Gobernación de Caldas | à  | 4 min 2 s        |

### 8eétape
Yesid Pira remporte l'étape juste devant Rodrigo Contreras. Celui-ci reste toujours en tête du classement général.
Classement de l'étape
|   | Coureur           | Pays     | Équipe                                                   |    | Temps           |
| - | ----------------- | -------- | -------------------------------------------------------- | -- | --------------- |
| 1 | Yesid Pira        | Colombie | Alcaldía de Manizales- 100% Huevos-Gobernación de Caldas | en | 3 h 42 min 29 s |
| 2 | Rodrigo Contreras | Colombie | NU Colombia                                              | à  | 2 s             |
| 3 | Wilson Peña       | Colombie | Sistecrédito                                             | à  | 40 s            |
| 4 | Javier Jamaica    | Colombie | Medellín                                                 | à  | 41 s            |
| 5 | Diego Camargo     | Colombie | Petrolike                                                | à  | 41 s            |

Classement général
|   | Coureur           | Pays     | Équipe                                                   |    | Temps            |
| - | ----------------- | -------- | -------------------------------------------------------- | -- | ---------------- |
| 1 | Rodrigo Contreras | Colombie | NU Colombia                                              | en | 30 h 54 min 41 s |
| 2 | Wilson Peña       | Colombie | Sistecrédito                                             | à  | 1 min 36 s       |
| 3 | Diego Camargo     | Colombie | Petrolike                                                | à  | 1 min 54 s       |
| 4 | Javier Jamaica    | Colombie | Medellín                                                 | à  | 3 min 16 s       |
| 5 | Yesid Pira        | Colombie | Alcaldía de Manizales- 100% Huevos-Gobernación de Caldas | à  | 3 min 56 s       |

### 9eétape
Rodrigo Contreras s'adjuge l'étape et du même coup la 74e édition du Tour de Colombie.
Classement de l'étape
|       | Coureur           | Pays     | Équipe                                                   |    | Temps       |
| ----- | ----------------- | -------- | -------------------------------------------------------- | -- | ----------- |
| 1     | Rodrigo Contreras | Colombie | NU Colombia                                              | en | 40 min 53 s |
| 2     | Diego Camargo     | Colombie | Petrolike                                                | à  | 1 min 5 s   |
| 3     | Wilson Peña       | Colombie | Sistecrédito                                             | à  | 2 min 6 s   |
| ...5  | Yesid Pira        | Colombie | Alcaldía de Manizales- 100% Huevos-Gobernación de Caldas | à  | 2 min 14 s  |
| ...21 | Javier Jamaica    | Colombie | Medellín                                                 | à  | 4 min 40 s  |

## Classements finals

### Classement général
| \| Classement général \| Classement général \| Classement général \| Classement général \| Classement général \| \| Coureur \| Coureur \| Pays \| Équipe \| Temps \| \| ------------------ \| ------------------ \| ------------------ \| ------------------------------------------------------- \| ------------------ \| \| 1er \| Rodrigo Contreras \| Colombie \| NU Colombia \| 31 h 35 min 34 s \| \| 2e \| Diego Camargo \| Colombie \| Petrolike \| + 2 min 59 s \| \| 3e \| Wilson Peña \| Colombie \| Team Sistecrédito \| + 3 min 42 s \| \| 4e \| Yesid Pira \| Colombie \| Alcaldía de Manizales-100% Huevos-Gobernación de Caldas \| + 6 min 10 s \| \| 5e \| Javier Jamaica \| Colombie \| Medellín-EPM \| + 7 min 56 s \| \| 6e \| Cristian Rico \| Colombie \| Petrolike \| + 8 min 10 s \| \| 7e \| Edgar Cadena \| Mexique \| Petrolike \| + 9 min 10 s \| \| 8e \| Robinson López \| Colombie \| GW Erco Shimano \| + 9 min 33 s \| \| 9e \| Adrián Bustamante \| Colombie \| GW Erco Shimano \| + 9 min 34 s \| \| 10e \| José Misael Urián \| Colombie \| Team Sistecrédito \| + 12 min 16 s \| |                   |          |                                                         |                  |
| |                   |          |                                                         |                  |
| Source : ProCyclingStats |                   |          |                                                         |                  |
| Classement général |                   |          |                                                         |                  |
| Coureur | Coureur           | Pays     | Équipe                                                  | Temps            |
| 1er | Rodrigo Contreras | Colombie | NU Colombia                                             | 31 h 35 min 34 s |
| 2e | Diego Camargo     | Colombie | Petrolike                                               | + 2 min 59 s     |
| 3e | Wilson Peña       | Colombie | Team Sistecrédito                                       | + 3 min 42 s     |
| 4e | Yesid Pira        | Colombie | Alcaldía de Manizales-100% Huevos-Gobernación de Caldas | + 6 min 10 s     |
| 5e | Javier Jamaica    | Colombie | Medellín-EPM                                            | + 7 min 56 s     |
| 6e | Cristian Rico     | Colombie | Petrolike                                               | + 8 min 10 s     |
| 7e | Edgar Cadena      | Mexique  | Petrolike                                               | + 9 min 10 s     |
| 8e | Robinson López    | Colombie | GW Erco Shimano                                         | + 9 min 33 s     |
| 9e | Adrián Bustamante | Colombie | GW Erco Shimano                                         | + 9 min 34 s     |
| 10e | José Misael Urián | Colombie | Team Sistecrédito                                       | + 12 min 16 s    |

### Classement par points
| Classement par points | Classement par points | Classement par points | Classement par points                                   | Classement par points |
| Coureur               | Coureur               | Pays                  | Équipe                                                  | Points                |
| --------------------- | --------------------- | --------------------- | ------------------------------------------------------- | --------------------- |
| 1er                   | Rodrigo Contreras     | Colombie              | NU Colombia                                             | 85 pts                |
| 2e                    | Adrián Bustamante     | Colombie              | GW Erco Shimano                                         | 64 pts                |
| 3e                    | Wilson Peña           | Colombie              | Team Sistecrédito                                       | 61 pts                |
| 4e                    | Alejandro Osorio      | Colombie              | GW Erco Shimano                                         | 59 pts                |
| 5e                    | Yesid Pira            | Colombie              | Alcaldía de Manizales-100% Huevos-Gobernación de Caldas | 59 pts                |
| 6e                    | Diego Camargo         | Colombie              | Petrolike                                               | 57 pts                |
| 7e                    | Johan Colón           | Colombie              | Orgullo Paisa                                           | 40 pts                |
| 8e                    | Cristian Rico         | Colombie              | Petrolike                                               | 30 pts                |
| 9e                    | Esteban Guerrero      | Colombie              | Avinal-Alcaldía de Carmen de Viboral                    | 30 pts                |
| 10e                   | Javier Jamaica        | Colombie              | Medellín-EPM                                            | 28 pts                |

### Classement du meilleur grimpeur
| Classement de la montagne | Classement de la montagne    | Classement de la montagne | Classement de la montagne                               | Classement de la montagne |
| Coureur                   | Coureur                      | Pays                      | Équipe                                                  | Points                    |
| ------------------------- | ---------------------------- | ------------------------- | ------------------------------------------------------- | ------------------------- |
| 1er                       | Yesid Pira                   | Colombie                  | Alcaldía de Manizales-100% Huevos-Gobernación de Caldas | 40 pts                    |
| 2e                        | Sebastián Castaño            | Colombie                  | Team Sistecrédito                                       | 33 pts                    |
| 3e                        | Diego Camargo                | Colombie                  | Petrolike                                               | 27 pts                    |
| 4e                        | Carlos Gutiérrez Ballesteros | Colombie                  | Origenes Coffee                                         | 26 pts                    |
| 5e                        | Jonathan Caicedo             | Équateur                  | Petrolike                                               | 25 pts                    |
| 6e                        | Rodrigo Contreras            | Colombie                  | NU Colombia                                             | 23 pts                    |
| 7e                        | Wilson Peña                  | Colombie                  | Team Sistecrédito                                       | 21 pts                    |
| 8e                        | Robinson López               | Colombie                  | GW Erco Shimano                                         | 15 pts                    |
| 9e                        | Salvador Moreno Hernández    | Colombie                  | Team Inderhuila-Amarillo de Manzanares                  | 12 pts                    |
| 10e                       | Camilo Juan Castillo         | Colombie                  | Colombia Potencia de la Vida-Strongman                  | 11 pts                    |

### Classement des sprints spéciaux
| Classement des sprints | Classement des sprints       | Classement des sprints | Classement des sprints                                  | Classement des sprints |
| Coureur                | Coureur                      | Pays                   | Équipe                                                  | Points                 |
| ---------------------- | ---------------------------- | ---------------------- | ------------------------------------------------------- | ---------------------- |
| 1er                    | Johan Colón                  | Colombie               | Orgullo Paisa                                           | 30 pts                 |
| 2e                     | Esteban Guerrero             | Colombie               | Avinal-Alcaldía de Carmen de Viboral                    | 18 pts                 |
| 3e                     | Brayan Sánchez               | Colombie               | Medellín-EPM                                            | 17 pts                 |
| 4e                     | Carlos Gutiérrez Ballesteros | Colombie               | Origenes Coffee                                         | 16 pts                 |
| 5e                     | Daniel Arroyave              | Colombie               | GW Erco Shimano                                         | 5 pts                  |
| 6e                     | Leison Maca                  | Colombie               | Team Inderhuila-Amarillo de Manzanares                  | 5 pts                  |
| 7e                     | Richard Huera                | Équateur               | Best PC                                                 | 5 pts                  |
| 8e                     | David Hoyos                  | Colombie               | Alcaldía de Manizales-100% Huevos-Gobernación de Caldas | 4 pts                  |
| 9e                     | Alejandro Osorio             | Colombie               | GW Erco Shimano                                         | 4 pts                  |
| 10e                    | Juan Felipe Osorio           | Colombie               | Orgullo Paisa                                           | 4 pts                  |

### Classement des moins de 23 ans
| Classement du meilleur jeune | Classement du meilleur jeune | Classement du meilleur jeune | Classement du meilleur jeune              | Classement du meilleur jeune |
| Coureur                      | Coureur                      | Pays                         | Équipe                                    | Temps                        |
| ---------------------------- | ---------------------------- | ---------------------------- | ----------------------------------------- | ---------------------------- |
| 1er                          | José Misael Urián            | Colombie                     | Team Sistecrédito                         | 31 h 47 min 50 s             |
| 2e                           | César David Guavita          | Colombie                     | Colombia Potencia de la Vida-Strongman    | + 5 min 42 s                 |
| 3e                           | Estiven García               | Colombie                     | Avinal-Alcaldía de Carmen de Viboral      | + 12 min 10 s                |
| 4e                           | Brayan Molano                | Colombie                     | Alcaldía de Sogamoso-Mundial de Tornillos | + 21 min 11 s                |
| 5e                           | Hugo Alvarez                 | Colombie                     | Team Boyacá es Para Vivirla               | + 36 min 24 s                |
| 6e                           | Juan Felipe Rodríguez        | Colombie                     | Alcaldía de Cota-4WD Rentacar             | + 36 min 51 s                |
| 7e                           | Yeferson Camargo             | Colombie                     | Colombia Potencia de la Vida-Strongman    | + 1 min 15 s                 |
| 8e                           | Camilo Juan Castillo         | Colombie                     | Colombia Potencia de la Vida-Strongman    | + 1 min 16 s                 |
| 9e                           | Juan Manuel Fajardo          | Colombie                     | Team Boyacá es Para Vivirla               | + 1 min 19 s                 |
| 10e                          | Luis Miguel Socha            | Colombie                     | Alcaldía de Sogamoso-Mundial de Tornillos | + 1 min 19 s                 |

### Classement par équipes
| Classement par équipes | Classement par équipes                                  | Classement par équipes | Classement par équipes |
| Équipe                 | Équipe                                                  | Pays                   | Temps                  |
| ---------------------- | ------------------------------------------------------- | ---------------------- | ---------------------- |
| 1re                    | Petrolike                                               | Mexique                | 95 h 06 min 24 s       |
| 2e                     | Team Sistecrédito                                       | Colombie               | + 8 min 32 s           |
| 3e                     | Medellín-EPM                                            | Colombie               | + 17 min 43 s          |
| 4e                     | GW Erco Shimano                                         | Colombie               | + 28 min 07 s          |
| 5e                     | NU Colombia                                             | Colombie               | + 34 min 09 s          |
| 6e                     | Alcaldía de Manizales-100% Huevos-Gobernación de Caldas | Colombie               | + 1 h 10 min 24 s      |
| 7e                     | Alcaldía de Sogamoso-Mundial de Tornillos               | Colombie               | + 1 h 36 min 32 s      |
| 8e                     | Colombia Potencia de la Vida-Strongman                  | Colombie               | + 1 h 43 min 53 s      |
| 9e                     | Best PC                                                 | Équateur               | + 2 h 02 min 19 s      |
| 10e                    | Avinal-Alcaldía de Carmen de Viboral                    | Colombie               | + 2 h 21 min 02 s      |

## Évolution des classements
| Étapes             | Vainqueur          | Classement général | Classement par points | Classement de la montagne | Classement des sprints spéciaux | Classement du meilleur jeune | Classement par équipes |
| ------------------ | ------------------ | ------------------ | --------------------- | ------------------------- | ------------------------------- | ---------------------------- | ---------------------- |
| Prologue           | Rodrigo Contreras  | Rodrigo Contreras  | Rodrigo Contreras     | Diego Camargo             | Wilson Peña                     | José Misael Urián            | NU Colombia            |
| 1re étape          | Adrián Bustamante  | Rodrigo Contreras  | Rodrigo Contreras     | Santiago Montenegro       | Brayan Sánchez                  | José Misael Urián            | NU Colombia            |
| 2e étape           | Alejandro Osorio   | Rodrigo Contreras  | Adrián Bustamante     | Santiago Montenegro       | Carlos Alberto Gutiérrez        | José Misael Urián            | NU Colombia            |
| 3e étape           | Alejandro Osorio   | Rodrigo Contreras  | Alejandro Osorio      | Edgar Pinzón              | Carlos Alberto Gutiérrez        | José Misael Urián            | NU Colombia            |
| 4e étape           | Wilson Peña        | Rodrigo Contreras  | Rodrigo Contreras     | Sebastián Castaño         | Carlos Alberto Gutiérrez        | César Guavita                | Medellín               |
| 5e étape           | Alejandro Osorio   | Rodrigo Contreras  | Alejandro Osorio      | Sebastián Castaño         | Johan Colón                     | César Guavita                | Medellín               |
| 6e étape           | Cristian Rico      | Rodrigo Contreras  | Alejandro Osorio      | Sebastián Castaño         | Johan Colón                     | César Guavita                | Petrolike              |
| 7e étape           | Adrián Bustamante  | Rodrigo Contreras  | Adrián Bustamante     | Sebastián Castaño         | Johan Colón                     | José Misael Urián            | Petrolike              |
| 8e étape           | Yesid Pira         | Rodrigo Contreras  | Rodrigo Contreras     | Yesid Pira                | Johan Colón                     | José Misael Urián            | Petrolike              |
| 9e étape           | Rodrigo Contreras  | Rodrigo Contreras  | Rodrigo Contreras     | Yesid Pira                | Johan Colón                     | José Misael Urián            | Petrolike              |
| Classements finals | Classements finals | Rodrigo Contreras  | Rodrigo Contreras     | Yesid Pira                | Johan Colón                     | José Misael Urián            | Petrolike              |